# يو ساساكي
يو ساساكي (باليابانية: 佐々木 洋) (مواليد 28 أبريل 1973)، هو لاعب كرة قدم سابق كان يلعب كمهاجم.